# Función de von Mangoldt

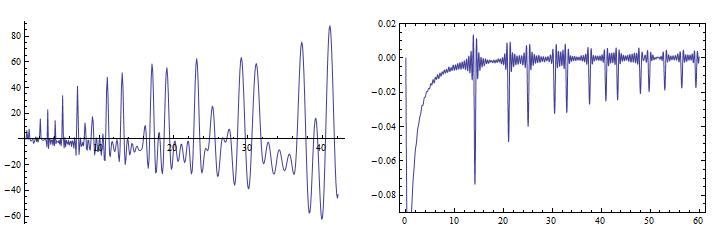
Funciones aritméticas

En matemática, la Función de Von Mangoldt es una función aritmética, muy importante en teoría de números, que debe su nombre al matemático alemán Hans von Mangoldt.

## Definición
La función de von Mangoldt, normalmente escrita como Λ(n), está definida de la siguiente manera:

{\displaystyle \Lambda (n)={\begin{cases}\log p&{\mbox{si }}n=p^{k}{\mbox{ para algun primo }}p{\mbox{ y entero }}k\geq 1,\\0&{\mbox{en cualquier otro caso.}}\end{cases}}}

Esta función es un ejemplo importante de función aritmética que no es ni multiplicativa ni aditiva.
La función de von Mangoldt cumple la siguiente identidad:

{\displaystyle \log n=\sum _{d\,\mid \,n}\Lambda (d),\,}

que es, la suma de todos los enteros d que dividen a n. Esto se puede demostrar mediante el teorema fundamental de la aritmética, Puesto que los términos que no son potencias de números primos son igual a 0.
La función de Chebyshov, o función sumatorio de von Mangoldt , ψ(x), está definida en términos de la función de von Mangoldt como:

{\displaystyle \psi (x)=\sum _{n\leq x}\Lambda (n).}

von Mangoldt dio una demostración rigurosa de una fórmula explícita para ψ(x), utilizando una suma sobre los ceros no triviales de la función zeta de Riemann. Este fue un importante paso para la primera prueba del teorema de los números primos.

## Ejemplo
Para el ejemplo, sea n=12.
- Se obtieme la descomposición en factores primos de 12, 12=22·3, necesaria para el ejemplo.
- Tomando la suma de todos los divisores d posibles de n:

{\displaystyle \sum _{d\,\mid \,n}\Lambda (d)=\Lambda (1)+\Lambda (2)+\Lambda (3)+\Lambda (4)+\Lambda (6)+\Lambda (12)}
{\displaystyle =\Lambda (1)+\Lambda (2)+\Lambda (3)+\Lambda (2^{2})+\Lambda (2\times 3)+\Lambda (2^{2}\times 3)}
{\displaystyle =0+\log 2+\log 3+\log 2+0+0\,\!}
{\displaystyle =\log(2\times 3\times 2)=\log 12.\,\!}
con lo que se muestra que la suma sobre la función de von Mangoldt es igual a log (n).

## Relaciones

### Series de Dirichlet
La función de von Mangoldt juega un importante rol en la teoría de series de Dirichlet, sobre todo, con la función zeta de Riemann. En particular, se muestra que
{\displaystyle \log \zeta (s)=\sum _{n=2}^{\infty }{\frac {\Lambda (n)}{\log(n)}}\,{\frac {1}{n^{s}}}}
para {\displaystyle \Re (s)>1}. La derivada logarítmica es entonces:
{\displaystyle {\frac {\zeta ^{\prime }(s)}{\zeta (s)}}=-\sum _{n=1}^{\infty }{\frac {\Lambda (n)}{n^{s}}}.}
Estos son casos especiales de una más general relación con las series de Dirichlet. Si uno define una función como:
{\displaystyle F(s)=\sum _{n=1}^{\infty }{\frac {f(n)}{n^{s}}}}
para una función completamente multiplicativa f(n), y la serie converge para todo {\displaystyle \Re (s)>\sigma _{0}}, entonces 
{\displaystyle {\frac {F^{\prime }(s)}{F(s)}}=-\sum _{n=1}^{\infty }{\frac {f(n)\Lambda (n)}{n^{s}}}}
y converge para {\displaystyle \Re (s)>\sigma _{0}}.

### Transformada de Mellin
La transformada de Mellin de la función de Chebyshov puede ser obtenida aplicando la fórmula de Perron:
{\displaystyle {\frac {\zeta ^{\prime }(s)}{\zeta (s)}}=-s\int _{1}^{\infty }{\frac {\psi (x)}{x^{s+1}}}\,dx}
la cual se cumple para {\displaystyle \Re (s)>1}.